# UTOPIA 마지막 세계대전
UTOPIA 마지막 세계대전(일본어: ＵＴＯＰＩＡ 最後の世界大戦 ユートピア さいごのせかいたいせん[*]은 아시드즈카 후지오의 명의로 1953년에 출판된 후지코 후지오가 만든 일본의 SF 만화 작품이다. 도료인에 의한 처음이자 마지막의 신작 단행본이다. 100페이지, 전체 1권이다. 쓰루 서점에 의한 초출은 나카지마 토시유키『覆面団』.

## 작품 개요
기계 문명이 발전된 미래를 그려서 그것이 반드시 인류에게 평화를 주는 것은 아니라는 주제를 걸고 그러졌다. 이 작품은 유토피아를 핵심으로 한다.